# Saqqez
Saqqez (perz. سقز; poznat i kao Saqez, Saghez) je grad u Iranu i sjedište Kurdistanske pokrajine. Smješten je u planinskom masivu Zagros, a od glavnog grada Teherana udaljen je oko 770 km.  Najbrojnija etnička skupina u gradu su Kurdi, a zatim Perzijanci i Armenci. Prema popisu stanovništva iz 2011. godine u Saqqezu je živjelo 165.258 ljudi.
Ime Saqqez potječe od skitskog imena Eskit, a zatim Sakez. Prije toga bio je Izirtu, glavni grad Manejaca.

## Vanjske poveznice
- (perz.) Službene stranice Saqqez  Arhivirana inačica izvorne stranice od 13. prosinca 2021. (Wayback Machine)

Ostali projekti
|  | Zajednički poslužitelj ima još gradiva o temi Saqqez |